# Tomas Rousseaux
Tomas Rousseaux (Jette, 31 maart 1994) is een Belgisch volleyballer.

## Levensloop
Rousseaux begon met volleyballen bij Grivok Grimbergen en vervolgens Volley Kruikenburg Ternat. Na zijn studies aan de Topsportschool Vilvoorde ging hij in 2012 aan de slag bij Knack Roeselare. Met deze club werd hij driemaal landskampioen (2013, 2014 en 2015) en won hij eenmaal de Beker van België (2015). Ook won hij met Roeselare tweemaal de Supercup (2013 en 2014). In 2015-'16 maakte hij de overstap naar het Italiaanse Vero Volley Monza en het daaropvolgende seizoen kwam hij uit voor het Duitse VfB Friedrichshafen. Met deze club werd hij dat seizoen tweede in de Bundesliga en won hij zowel de Supercup als de Beker van Duitsland.
Vervolgens ging Rousseaux aan de slag in de Poolse competitie. Hij speelde er achtereenvolgens voor AZS Olsztyn, GKS Katowice, Resovia Rzeszów, Ślepsk Suwałki en wederom GKS Katowice. In februari 2023 maakte hij de overstap naar het Italiaanse Modena Volley, waarmee hij dat seizoen de CEV Cup won. In de finale werd Knack Roeselare verslagen. Sinds 2023-'24 is hij aan de slag bij hij Griekse PAOK Thessaloniki VC.
Daarnaast was hij actief bij het Belgisch volleybalteam. Met de Red Dragons nam hij onder meer deel aan het wereldkampioenschap van 2018, alsook aan de Europese kampioenschappen van 2015, 2017, 2019 en 2021.
Zijn ouders (Emile Rousseaux en Karin Wallyn), zus Hélène en diens partner Arno Van de Velde zijn eveneens actief in het volleybal.